# Liste der denkmalgeschützten Objekte in Baumkirchen
Die Liste der denkmalgeschützten Objekte in Baumkirchen enthält die 7 denkmalgeschützten, unbeweglichen Objekte der Gemeinde Baumkirchen.

## Denkmäler
| Foto |                 | Denkmal | Standort                                      | Beschreibung | Metadaten |
| ---- | --------------- | --- | --------------------------------------------- | --- | --- |
| ja   | Datei hochladen | Kapelle hl. Anna, Annakapelle HERIS-ID: 55298 Objekt-ID: 63899 TKK: 60639                                       | gegenüber Badbichl 6 Standort KG: Baumkirchen | Die Kapelle auf einem Hügelrücken am westlichen Ortseingang wurde um 1650 errichtet, der Entwurf wird Hippolyt Guarinoni zugeschrieben. Der barocke Zentralbau besteht aus einem achteckigen Hauptraum mit dreiseitig schließendem Chor und einem polygonalen Dachreiter mit Zwiebelhaube. Die Außenwände sind durch Eckpilaster, geschweifte Fenster, vierpassförmige Oberlichte und ein profiliertes Kranzgesims gegliedert. Das gefaste Rundbogenportal an der Westseite befindet sich unter einem von Wandsäulen getragenen Vordach. Das Innere weist eine achtseitige Fächerkuppel über Stichkappen und ein niedrigeres Stichkappengewölbe im Chor auf und ist mit Eckpilastern, einem umlaufenden Gesims und frühbarockem Stuck gegliedert. | BDA-Hist.: Q38064480 Status: § 2a Stand der BDA-Liste: 2025-06-30 Name: Kapelle hl. Anna, Annakapelle GstNr.: .47/2 Kapelle St. Anna (Baumkirchen)                                                     |
| ja   | Datei hochladen | Kath. Pfarrkirche hl. Laurentius und Friedhof samt Friedhofskapelle HERIS-ID: 55299 Objekt-ID: 63900 TKK: 60633 | Dorfstraße 14a Standort KG: Baumkirchen       | Die spätgotische Pfarrkirche weist ein dreijochiges Langhaus, einen zweijochigen Chor und einen frühbarocken Turm auf. An der Westfassade befindet sich ein zweifach gekehltes, spätgotisches Spitzbogenportal mit Stabdurchkreuzung unter einer von Rundsäulen getragenen, offenen Vorhalle. Das Fresko des hl. Laurentius darüber wurde vor 1896 von Franz Xaver Fuchs geschaffen. Der Innenraum weist ein Netzrippengewölbe auf Konsolen mit vorgeblendeten Wappenschilden und kleinen barocken Deckenmalereien in den Gewölbezwickeln auf. Die Glasfenster wurden 1970 von Fred Hochschwarzer geschaffen. Der Friedhof umgibt die Kirche. In die Südwestecke der Friedhofsmauer ist die Totenkapelle eingebunden. Der barocke Bau aus dem 18. Jahrhundert weist ein steiles Satteldach mit kleinem, neugotischem Giebelreiter und ein gefastes Segmentbogenportal auf. Das barocke Innere ist mit Eckpilastern, einem Gesims und ein durch Stuckleisten abgesetztes Spiegelgewölbe gegliedert und wurde Ende des 19. Jahrhunderts mit einer Lourdesgrotte versehen. | BDA-Hist.: Q38064500 Status: § 2a Stand der BDA-Liste: 2025-06-30 Name: Kath. Pfarrkirche hl. Laurentius und Friedhof samt Friedhofskapelle GstNr.: .1, .2, 6 Pfarrkirche St. Laurentius (Baumkirchen) |
| ja   | Datei hochladen | Mesnerhaus, ehem. Frühmesserhaus HERIS-ID: 103709 Objekt-ID: 120237 TKK: 60636                                  | Dorfstraße 14 Standort KG: Baumkirchen        | Das zweigeschoßige, gemauertes Gebäude unter Satteldach mit geschweiftem, barockem Blendgiebel und abgefastem Korbbogenportal wurde um 1796 errichtet. Das Haus weist einen giebelseitig erschlossenen Mittelflurgrundriss auf. Im Inneren haben sich Stuckdecken erhalten. | BDA-Hist.: Q37798273 Status: § 2a Stand der BDA-Liste: 2025-06-30 Name: Mesnerhaus, ehem. Frühmesserhaus GstNr.: 68                                                                                    |
| ja   | Datei hochladen | Bauernhaus Beim Müller HERIS-ID: 103863 Objekt-ID: 120403 TKK: 60657                                            | Fallbachstraße 5 Standort KG: Baumkirchen     | Der zweigeschoßige Einhof geht ins 16. Jahrhundert zurück. Der gemauerte Wohnteil weist einen Bundwerkgiebel aus dem 18. Jahrhundert auf. Der rückwärts angefügte Wirtschaftsteil ist über dem gemauerten Erdgeschoß in Ständerbauweise aufgeführt. An der Ostseite springt eine Mühle mit Satteldach vor. Der Wohnteil ist mit Fassadenmalerei aus dem 16. Jahrhundert mit Eckquadern, verkröpften Fensterrahmungen und einem von Putten gehaltenem Wappen Jakob Kripps von Wohlgemutsheim über einem abgefasten Segmentbogenportal versehen. Die ehemalige Mühle weist ein abgefastes, steingefasstes Rundbogenportal mit Eisenplattentüre auf. Im über einen Mittelflurgrundriss erschlossenen Inneren hat sich eine stichkappengewölbte Küche erhalten. | BDA-Hist.: Q37798460 Status: Bescheid Stand der BDA-Liste: 2025-06-30 Name: Bauernhaus Beim Müller GstNr.: .27 Bauernhaus Beim Müller (Baumkirchen)                                                    |
| ja   | Datei hochladen | Widum mit Gartenhaus und Backofen HERIS-ID: 55297 Objekt-ID: 63898 TKK: 60637                                   | Schlossstraße 1 Standort KG: Baumkirchen      | Der zweigeschoßige Bau stammt im Kern aus dem 15. Jahrhundert. Er weist dreiseitige Obergeschoßerker, Fensteröffnungen mit oben gekehlten Laibungen und eine rechteckige Eingangsöffnung mit gekehltem Gewände auf. Das Innere ist traufseitig über einen Seitenflurgrundriss erschlossen, es haben sich ein tonnengewölbter Keller, ein Flur mit Stichkappengewölbe und Stuckdecken aus dem 17. Jahrhundert erhalten. Im Widumgarten befinden sich ein gemauertes Gartenhaus mit Zeltdach, geputzten Fensterfaschen und Eckquadern aus der Zeit um 1800 und ein freistehendes Backofenhaus mit Satteldach aus dem 19. Jahrhundert. Anmerkung: Bis 2011 war das Gartenhaus als Einzelobjekt auch unter der ObjektID 120238 geschützt (Lage). | BDA-Hist.: Q38064470 Status: § 2a Stand der BDA-Liste: 2025-06-30 Name: Widum mit Gartenhaus und Backofen GstNr.: .16/1, .16/4, .16/3 Widum Baumkirchen                                                |
| ja   | Datei hochladen | Kapelle Hl. Dreifaltigkeit HERIS-ID: 103715 Objekt-ID: 120243 TKK: 60642                                        | Schlossstraße 4 Standort KG: Baumkirchen      | Die zum Ansitz Wohlgemutsheim gehörende Kapelle wurde 1517 als Nothelferkapelle geweiht und 1670–1672 umgebaut. Der gemauerte Bau mit dreiseitigem Chorschluss und Giebelreiter weist ein von einem Rundbogenfries unterstütztes Kranzgesims und ein spätgotisches, dreifach gekehltes Rundbogenportal auf. Das Innere ist mit einem flachen Tonnengewölbe mit barock verschliffenen Stichkappen und einer stützenlosen Westempore versehen. Die barocke Architekturmalerei und die Deckenbilder stammen vom Ende des 17. Jahrhunderts. | BDA-Hist.: Q37798310 Status: Bescheid Stand der BDA-Liste: 2025-06-30 Name: Kapelle Hl. Dreifaltigkeit GstNr.: .28 Kapelle Hl. Dreifaltigkeit (Baumkirchen)                                            |
| ja   | Datei hochladen | Ehem. Ansitz Wohlgemutsheim, Don Bosco Schwestern Bildungshaus HERIS-ID: 39009 Objekt-ID: 38707 TKK: 60641      | Schlossstraße 4 Standort KG: Baumkirchen      | Ein zweigeschoßiger Turmbau vom Ende des 13. Jahrhunderts wurde Ende des 16. Jahrhunderts nach Süden erweitert. Von 1622 bis 1783 war der Ansitz im Besitz des Haller Damenstiftes. Ab 1860 wurde das Innere historistisch umgestaltet. 1959 wurde er an die Don-Bosco-Schwestern verkauft, die ihn durch einen Kindergartenanbau 1966 und weitere Umbauten stark veränderten. Der dreigeschoßige Edelsitz über rechteckigem Grundriss ist von einer Ringmauer umgeben. An den Ecken befinden sich Erker über geschweiften Konsolen, die Erkerhelme sind durch ein verkröpftes Kranzgesims mit dem Satteldach verbunden. Im Inneren haben sich wertvolle Bau- und Ausstattungsdetails erhalten. Die südöstlich gelegene Dreifaltigkeitskapelle ist durch einen Gang verbunden. | BDA-Hist.: Q17326074 Status: Bescheid Stand der BDA-Liste: 2025-06-30 Name: Ehem. Ansitz Wohlgemutsheim, Don Bosco Schwestern Bildungshaus GstNr.: 63 Ansitz Wohlgemutsheim                            |